# Chironomus reissi
Chironomus reissi är en tvåvingeart som beskrevs av Correia, Trivinho-strixino och Michailova 2005. Chironomus reissi ingår i släktet Chironomus och familjen fjädermyggor. Inga underarter finns listade i Catalogue of Life.